# Monte San Giuliano (Caltanissetta)
Il monte San Giuliano è una montagna della Sicilia centrale alta 727 m s.l.m., sul cui versante meridionale si sviluppa la città di Caltanissetta.

## Archeologia
Alcune statuette di terracotta e di ceramica ritrovate sul monte indicano che nel II millennio a.C. vi sorgeva un santuario della cultura di Castelluccio condiviso tra tutti i villaggi della zona. Le statuette, dipinte di nero e rosso, presentano una grande precisione nella rappresentazione di alcune parti del corpo umano, tra cui gli organi genitali, la rotula e il ponte del piede; secondo quanto constatato da Piero Orlandini, esse sono l'unico esempio di plastica della facies castellucciana, e presentano analogie con altre civiltà mediterranee coeve.
Sono inoltre stati ritrovati i resti di un abitato indigeno del VII secolo a.C. che subì l'influenza della cultura greca, come testimoniano i resti di ceramiche corinzie e di alcuni vasi geometrici riferibili alla città greca di Gela.

## Monumento al Redentore

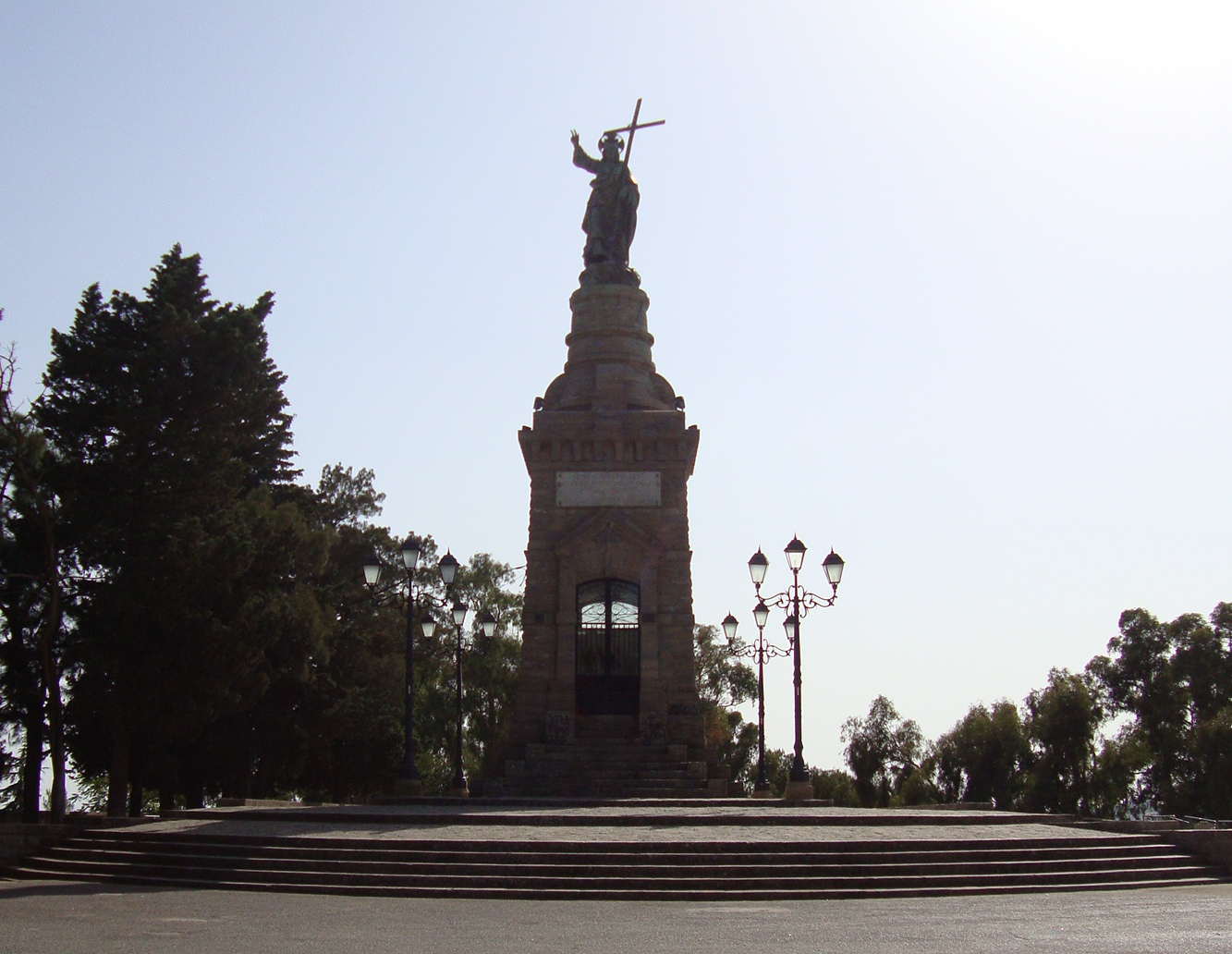
Il monumento al Redentore

Sulla sommità del monte si trova il monumento al Redentore, eretto nel 1900 su progetto di Ernesto Basile, a cui è dedicata la piazza antistante. Si tratta di uno dei diciotto monumenti dedicati al Redentore costruiti in tutta italia in occasione del Giubileo del 1900, e il monte San Giuliano, per la sua posizione centrale e per l'ampia visibilità di cui gode, venne scelto quale sede siciliana.
Per il panorama di cui si può godere e per le temperature più basse rispetto alla città, il "Redentore" – così viene chiamato localmente il monte San Giuliano – è diventato un punto di ritrovo dei nisseni soprattutto nelle sere d'estate.